# 北皮尼亚尔
北皮尼亚尔是葡萄牙布拉干萨区的一个堂区。总面积16.96平方公里，总人口315人，人口密度18.6人/平方公里。